# NGC 304
NGC 304 là một thiên hà dạng hạt đậu trong chòm sao Tiên Nữ. Nó được phát hiện vào ngày 23 tháng 10 năm 1878 bởi Édouard Stephan.